# Guerras remensas

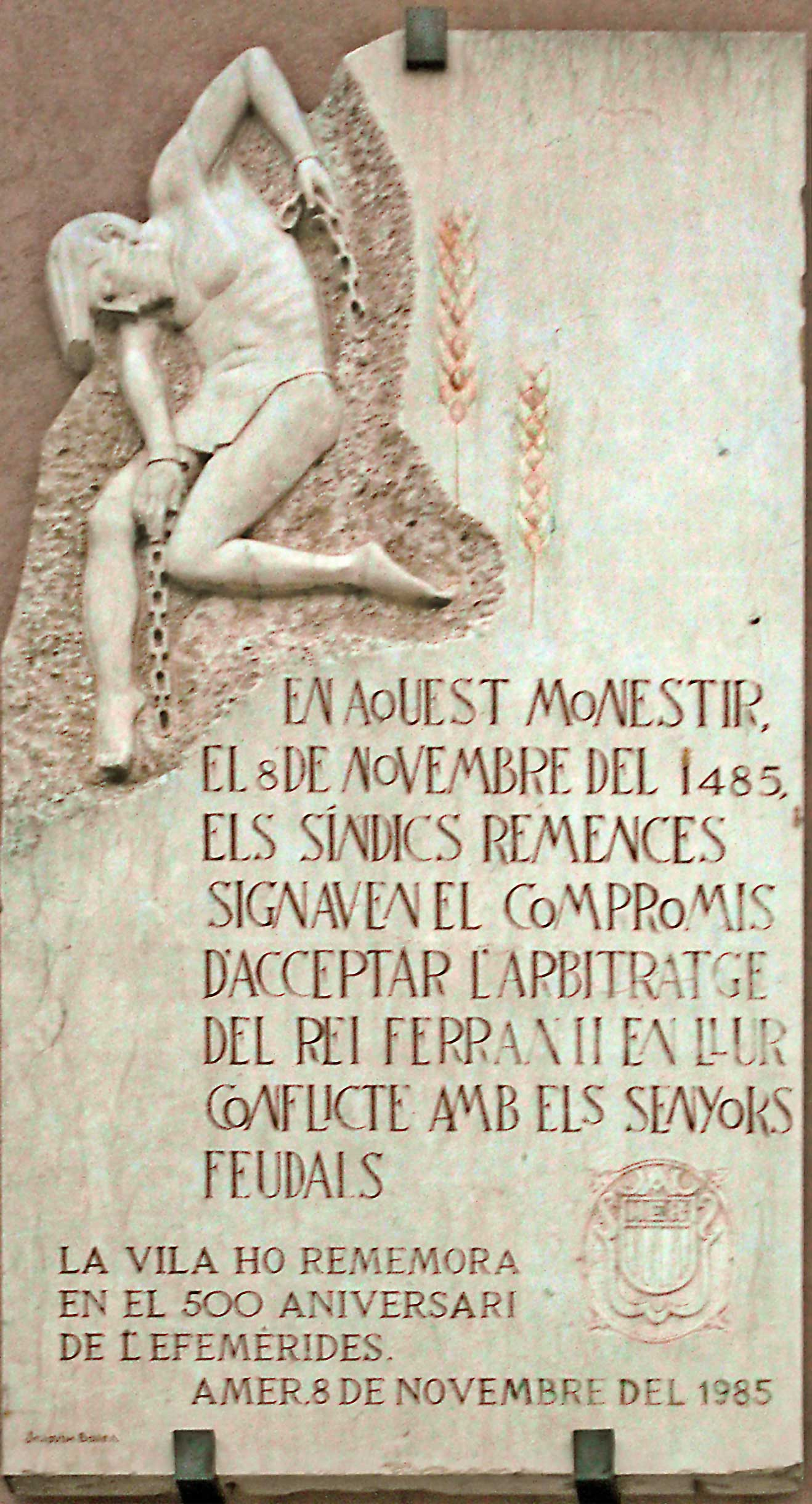
Placa Conmemorativa del 500 aniversario de la aceptación por parte de los Remensas de la mediación de Fernando II entre estos y los señores feudales. Localizada en el monasterio de Amer.

Las guerras remensas fueron dos revueltas campesinas contra los abusos señoriales (malos usos) que comenzaron en el Principado de Cataluña en 1462 y terminaron en 1485. Fernando II puso fin al conflicto en 1486 con la Sentencia Arbitral de Guadalupe que abolió los malos usos a cambio del pago de una indemnización de los remensas a los señores feudales.

## Antecedentes
La monarquía aragonesa comenzó a interesarse en el problema remensa y a contactar con su movimiento a partir de 1388 bajo el reinado de Juan I de Aragón. En ese año los remensas se dirigieron al monarca exponiéndole que «el tiempo de la servidumbre, o sea de pagar exorquia, intestia, cogucia y otros derechos ya había pasado». Será la reina María de Luna, esposa de Martín I el Humano, quien enjuiciará de forma más negativa la situación de los remensas recurriendo a expresiones como «mácula de la patria» e «infamia de la nación catalana». Para intentar acabar con esta situación la reina escribe al Papa Benedicto XIII al que pide que otorgue una bula que ponga fin a tan «pestíferas y reprobadas servidumbres» en los señoríos eclesiásticos, siendo transformadas en censos perpetuos a pagar por los campesinos beneficiados, pero la bula papal nunca fue promulgada. Según Jaume Vicens Vives, «el interés de la monarquía por la causa remensa respondía a razones de alto valor moral, a presiones e instancias de los propios payeses, y, finalmente, a su posición política frente a los señores jurisdiccionales».

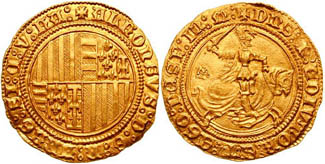
Ducado de oro de Alfonso el Magnánimo, acuñado en Nápoles.

Alfonso el Magnánimo continuó con la política filoremensa de la monarquía. Permitió la formación de un sindicato, el Gran Sindicato Remensa autorizado en julio de 1448, para que los campesinos pudieran reunirse para tratar la supresión de los malos usos y nombrar síndicos que los representaran, además de recaudar la cantidad de 100 000 florines que serían entregados al tesoro real ―un tall (derrama) de tres florines por cada mas―. Las reuniones se realizarían bajo la presidencia de un oficial real que daría cobertura legal a la asamblea y también garantizaría su seguridad. Esta decisión se produjo después de la visita que hicieron en mayo de ese año a la lugarteniente de Cataluña, la reina María, cuatro síndicos de los remensas de Gerona en la que le ofrecieron 60 000 florines por la intervención de la monarquía en su emancipación. Como ha destacado, Jaume Vicens Vives, la autorización del sindicato remensa fue una media «decisiva, puesto que por primera vez la Corona daba carácter legal a las reivindicaciones de los payeses» y «asimismo, ofrecía la posibilidad de encauzarlas pacíficamente».
La decisión de la Corona fue muy mal recibida por los señores que intentarán impedir las reuniones de los remensas y hacer fracasar la iniciativa de la monarquía de lograr una salida pacífica al conflicto, en lo que encontraron la plena colaboración de las instituciones catalanas que controlaban como la Diputación del General de Cataluña o Generalidad y el Consejo de Ciento de la ciudad de Barcelona ―Barcelona era propietaria de las baronías de Moncada, Tarrasa y Sabadell que poseían payesías remensas―. Los diputados de la Generalidad llegaron a afirmar que existía un plan remensa «detestable y diabólico» de ofrecer el Principado al rey de Francia o a Renato de Anjou si el rey Alfonso no satisfacía sus aspiraciones. Por su parte los remensas, que llegaron a integrar en su sindicato a unos 20 000 hogares, presentaron en 1450 un requerimiento a la Corona para que los liberara de la servidumbre y de los malos usos («demanant per aquella [la Corona] de la dita servitud e mals usos esser deslliurats»). Entonces los señores se aprestaron a defenderse «contra tan gran daño y perjuicio de todos».
En 1454 Alfonso el Magnánimo nombró nuevo lugarteniente de Cataluña a su hermano don Juan, rey de Navarra. Este continuó con la política filoremensa lo que le enfrentó con los señores laicos y eclesiásticos de la Cataluña vieja también representados en las Cortes. El 5 de octubre del año siguiente Alfonso el Magnánimo, probablemente aconsejado por su hermano, dictó desde Nápoles una sentencia interlocutoria por la que suspendía temporalmente la prestación de los malos usos y servidumbres, aunque sin llegar a resolver el fondo del asunto.
Juan II de Aragón siguió con la política filoremensa llevada a cabo por los soberanos anteriores incluso cuando se produjo el enfrentamiento con las instituciones catalanas en la revolución catalana de 1460-1461 y cuando tras la muerte del príncipe Carlos de Viana en septiembre de 1461 le sucedió al frente de la lugartenencia de Cataluña la reina Juana Enríquez en nombre del «primogénito» el príncipe Fernando. En diciembre de 1461 la reina Juana ordenaba a los señores, tanto laicos como eclesiásticos, que acataran las disposiciones que habían dejado en suspenso las prestaciones debidas por los malos usos, mientras que al mismo tiempo ordenaba a los remensas que hicieran efectivos los pagos que debían como arrendatarios de las tierras ya que muchos se negaban a hacerlo, justificándolo algunos de ellos con la proclama de que «cualquier oficial o persona que les exigiera censos, ‘’tascas’’ u otro cualquier derecho correspondiente a vasallo deseaba mal al senyor rey».

## Primera guerra remensa

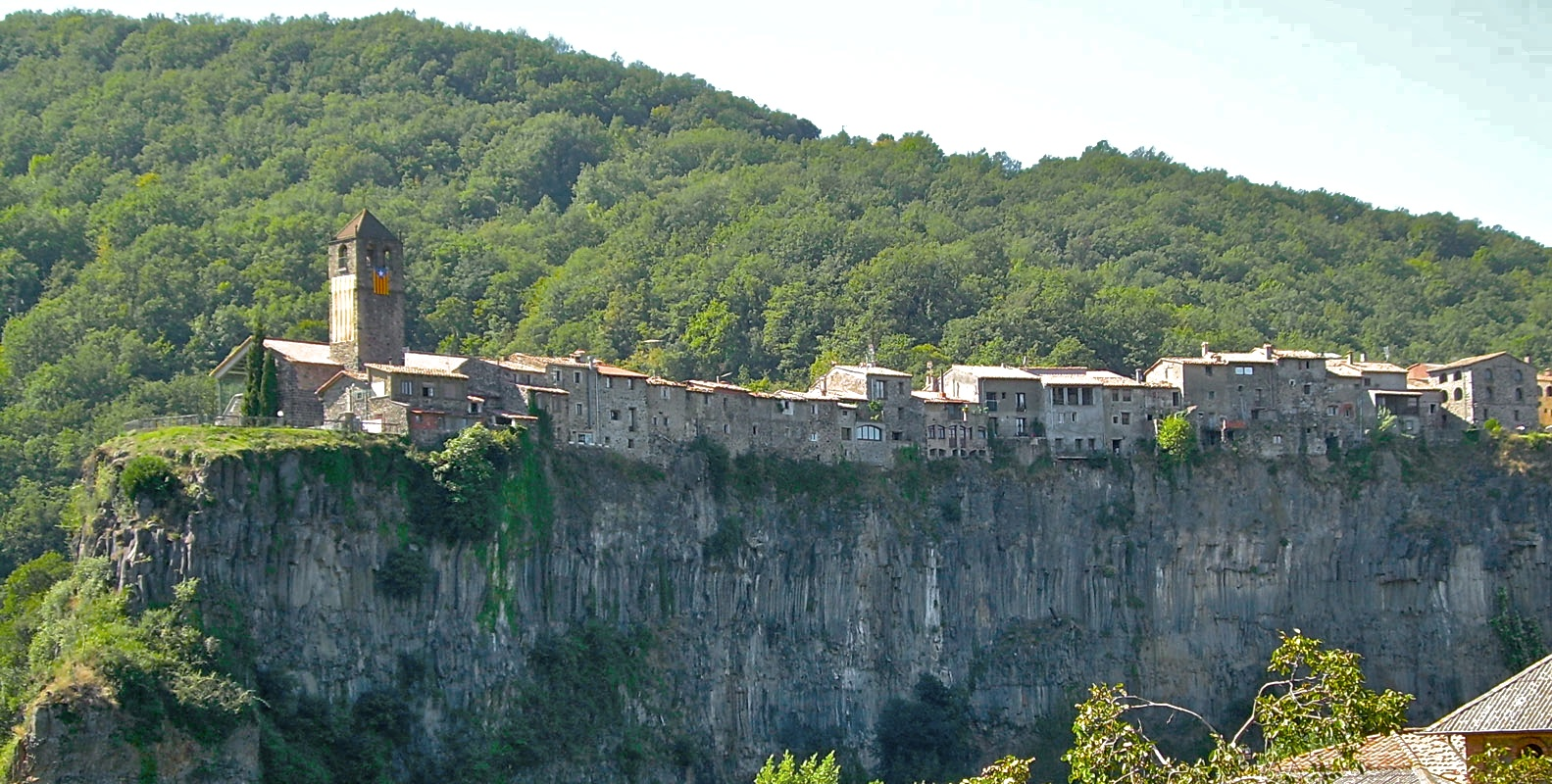
Castellfollit de la Roca, en la comarca de La Garrocha, escenario de la primera acción importante de los remensas sublevados (marzo de 1462).

La primera guerra remensa tuvo lugar entre 1462 y 1472 coincidiendo con la guerra civil catalana, aunque constituyó una guerra específica. Fue una rebelión campesina protagonizada por los remensas que querían acabar con la servidumbre a la que les tenían sometidos sus señores feudales. Con la esperanza de que la monarquía les apoyara los remensas, al frente de los cuales estaba Francesc de Verntallat, se pusieron del lado del rey Juan II de Aragón en su enfrentamiento con las instituciones catalanas que se habían rebelado contra él. La guerra acabó con la victoria del bando realista pero esto no supuso el fin del pleito remensa porque Juan II no lo abordó ya que muchos señores feudales también habían defendido su causa.
Según Jaume Vicens Vives, «el conflicto remensa constituye la base social de la “época de las turbaciones” ―como fue denominada la guerra entre Juan II y parte de Cataluña―, y quizá es, asimismo, el motivo íntimo de la revuelta de las clases privilegiadas del Principado contra su soberano». Lo mismo opinaba el cabildo catedralicio de Gerona que al referirse a la guerra civil catalana que acaba de terminar afirmaba que había sido provocada por los hombres de remensa: «perque es vinguda en Cathalunya la guerra o rebellio» (‘porque es venida en Cataluña la guerra o rebelión’).

## Segunda guerra remensa
Después de la muerte de Juan II en 1479, su hijo Fernando siguió sin resolver el conflicto e incluso, debido a las presiones señoriales, llegó a revocar la pragmática publicada por su tío, el rey Alfonso el Magnánimo en 1455 suspendiendo temporalmente los malos usos.
Esta situación de agravamiento de las condiciones de vida de los remensas desembocó en 1484 en la segunda guerra remensa. Liderada por Pere Joan Sala (Alzamiento de Mieres, 22 de septiembre de 1484), este fue derrotado en la batalla de Llerona de 24 de marzo de 1485. Un año después, el 21 de abril de 1486, el rey Fernando el Católico dictaba la Sentencia arbitral de Guadalupe que redimía definitivamente de los malos usos a los payeses de remensa previo pago de 60 sueldos por manso.